# Farb (Gemeinde Bad Leonfelden)
Farb ist eine Ortschaft in der Stadtgemeinde Bad Leonfelden im Mühlviertel in Oberösterreich. Die Ortschaft hat 45 Einwohner (Stand: 1. Jänner 2024).

## Geographie
Die Ortschaft liegt in den Südlichen Böhmerwaldausläufern. Sie ist Teil der Katastralgemeinde Leonfelden und des Zählsprengels Bad Leonfelden-Zentrum. Zur Ortschaft Farb gehören 15 Adressen (Stand: 1. April 2020). Sie umfasst die gleichnamige Rotte Farb.

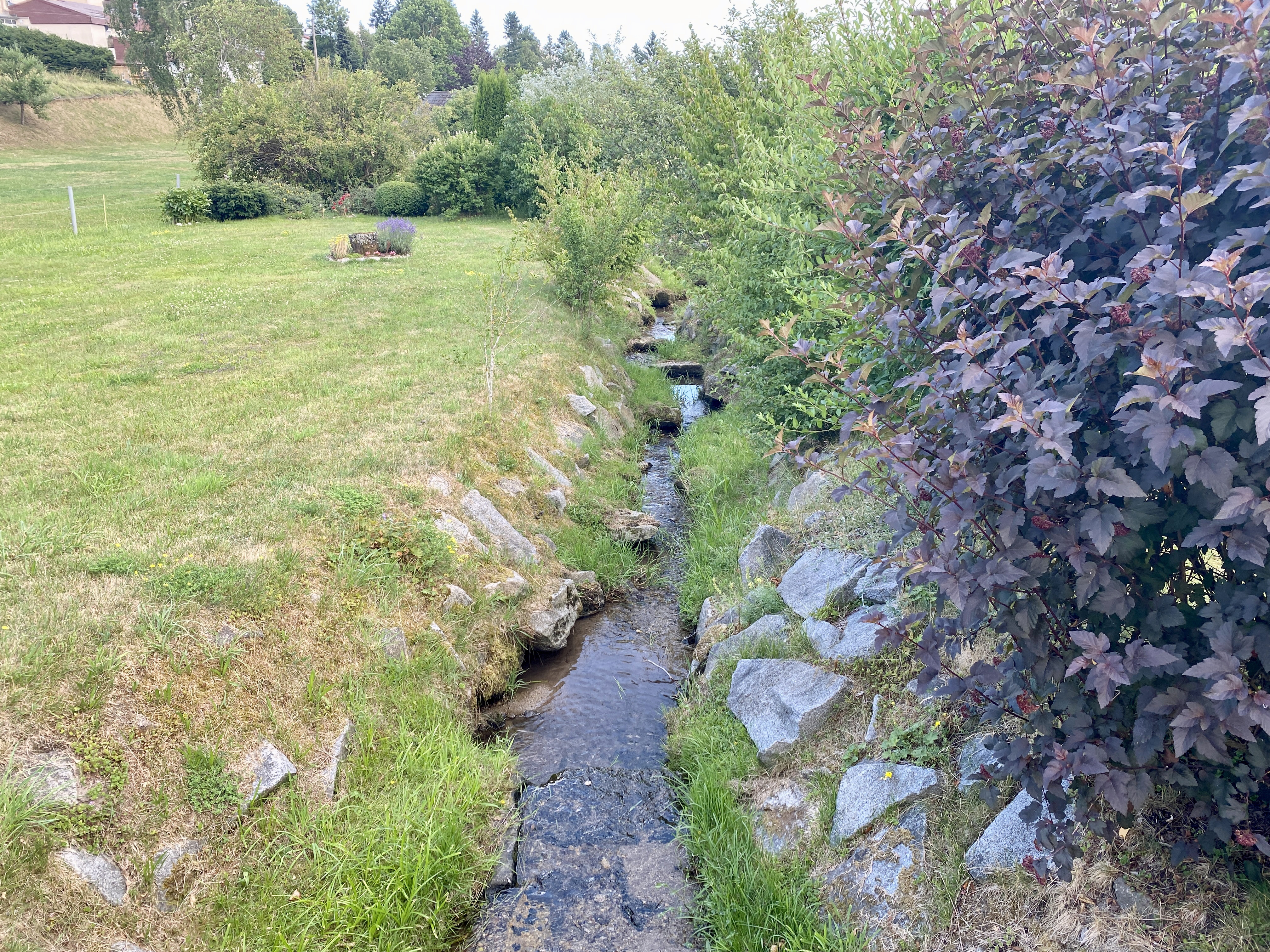
Der Laimbach in Farb

Farb befindet sich im Einzugsgebiet des Laimbachs.

## Geschichte
Farb wurde nach einer hier ansässigen Färberei benannt, die lokal als d’Fāb und Pfāb bezeichnet wurde.
Laut Adressbuch von Österreich waren im Jahr 1938 in Farb ein Gastwirt und ein Tischler ansässig.